# 鹅妈妈的故事
《附道德训诫的古代故事》（法語：Histoires ou contes du temps passé, avec des moralités），副题《鹅妈妈的故事》（法语：Les Contes de ma mère l'Oye），是法國的夏尔·佩罗在1697年所著的兒童文學童話集，包括8篇童话和3篇童话诗。

## 书中的童話故事
- 《睡美人》（La Belle au bois dormant）
- 《小红帽》（Le Petit Chaperon rouge）
- 《藍鬍子》（La Barbe bleue）
- 《穿靴子的猫》（Le Chat botté）
- 《小仙女》（Les Fées）
- 《灰姑娘》（Cendrillon）
- 《小拇指》（Le Petit Poucet）
- 《利凯小簇（法语：Riquet à la houppe）》（Riquet à la Houppe）